# Terry Butler
Terry Butler (Tampa, Florida, 10. studenoga 1967.) američki je death metal basist. 
Svirao je u sastavu Death od 1987. do 1990. godine. Bio je naveden na albumu Leprosy kao basist iako na njemu nije svirao. Jedini album sastava s Butlerom je Spiritual Healing. Također  svirao je na albumu From Beyond sastava Massacre na kojem pojavili ostalo glazbenici Deatha kao što Bill Andrews i Kam Lee. Od 1994. do 2011. bio je u skupini Six Feet Under. Napustio ga je 2011. uz bubnjarom Gregom Gallom. Od 2010. svira u Obituaryju. Također je u skupinu Denial Fiend. Godine 2021. uz Rickom Rozzom osnovao je Death-tribute sastav Left to Die, nazvan od jedan od pjesama iz albuma Leprosy.
Ima ženu i troje djece. Šogor je Grega Galla, bivšeg bubnjar Six Feet Undera.

## Diskografija
Death (1987. – 1990.)
- Leprosy (1988., naveden iako na njemu nije svirao)
- Spiritual Healing (1990.)

Six Feet Under (1994. – 2011.)
- Haunted (1995.)
- Warpath (1997.)
- Maximum Violence (1999.)
- True Carnage (2001.)
- Bringer of Blood (2003.)
- 13 (2005.)
- Commandment (2007.)
- Death Rituals (2008.)

Massacre (1987., 1990. – 1993., 2007., 2011. – 2014.)
- From Beyond (1991.)
- Inhuman Condition (1992.)
- Back from Beyond (2014.)

Denial Fiens (2006. – danas)
- They Rise (2007.)
- Horror Holocaust (2011.)

Obituary (2010. – danas)
- Inked in Blood (2014.)
- Obituary (2017.)